# Stetige Konvergenz
Stetige Konvergenz (englisch continuous convergence) ist ein mathematischer Begriff, der sowohl in der Funktionalanalysis und als auch in der numerischen Mathematik und nicht zuletzt in der Approximationstheorie, der Optimierungstheorie und der Variationsrechnung Verwendung findet. Mit ihm verbunden sind die Begriffe der gleichgradigen Stetigkeit  und der kompakten Konvergenz.

## Definition
Gegeben seien zwei beliebige metrische Räume {\displaystyle X} und {\displaystyle Y} sowie abzählbar viele Funktionen {\displaystyle f,\;f_{1},f_{2},f_{3}\ldots \;\;\colon X\to Y}.
Man sagt dann, die Funktionenfolge {\displaystyle (f_{n})_{n=1,2,\ldots }} sei stetig konvergent gegen {\displaystyle f}, falls folgende Bedingung erfüllt ist:
Für {\displaystyle x\in X} und für jede in {\displaystyle X} konvergente Folge {\displaystyle x_{n}\rightarrow x\ (n\to \infty \;,\;x_{n}\in X)} gilt in {\displaystyle Y} stets die Konvergenz {\displaystyle f_{n}(x_{n})\rightarrow f(x)\ (n\to \infty )}.
Man sagt dann auch, die Funktionenfolge der {\displaystyle f_{n}} konvergiere stetig gegen {\displaystyle f} oder Ähnliches.

## Zusammenhang der Begrifflichkeiten
Der Zusammenhang zwischen stetiger Konvergenz, kompakter Konvergenz und gleichgradiger Stetigkeit wird durch folgenden Satz aufgezeigt:
Für abzählbar viele Funktionen {\displaystyle f,f_{1},f_{2},f_{3}\ldots \;\colon X\to Y} zweier metrischer Räume {\displaystyle X} und {\displaystyle Y} gelte {\displaystyle f_{n}{\xrightarrow {\text{punktweise}}}f\ (n\to \infty )} und die {\displaystyle f_{n}} seien alle stetig.
Dann sind die folgenden Aussagen gleichwertig:
 (i) Die {\displaystyle f_{n}} bilden eine gleichgradig stetige Funktionenfolge.
 (ii) {\displaystyle f} ist eine stetige Funktion und die Funktionenfolge konvergiert stetig gegen {\displaystyle f}.
 (iii) Die Funktionenfolge konvergiert kompakt gegen {\displaystyle f}.

### Der Satz von Dini
In den obigen Zusammenhang lässt sich nicht zuletzt der bekannte Satz von Dini bringen, der in einer erweiterten Fassung folgendermaßen dargestellt werden kann:
Gegeben seien auf einem metrischen Raum eine punktweise konvergente und monotone Funktionenfolge reellwertiger stetiger Funktionen, deren Grenzfunktion ebenfalls stetig sein soll.
Dann ist die Konvergenz dieser Funktionenfolge stetig und auf jeder kompakten Teilmenge des metrischen Raums gleichmäßig.

### Stetige Konvergenz auf Banachräumen
Als weiteres Resultat aus dem obigen Satz gewinnt man ein Resultat für gewisse Folgen konvexer Funktionale auf Banachräumen:
Gegeben seien ein Banachraum {\displaystyle X} und darin ein konvexes Gebiet {\displaystyle U\subseteq X} sowie eine Funktionenfolge von stetigen konvexen Funktionen {\displaystyle f_{1},f_{2},f_{3}\ldots \;\colon U\to \mathbb {R} }, welche punktweise gegen eine Grenzfunktion {\displaystyle f\colon U\to \mathbb {R} } konvergieren sollen.
Dann gilt:
 (1) Die Grenzfunktion ist konvex und stetig.
 (2) Die Funktionenfolge konvergiert stetig und kompakt.